# Édouard de Westminster
Pour les articles homonymes, voir Édouard Plantagenêt.
Titres
Prince de Galles
15 mars 1454 – 4 mai 1471
(17 ans, 1 mois et 19 jours)
Duc de Cornouailles
15 mars 1454 – 4 mai 1471
(17 ans, 1 mois et 19 jours)
Édouard de Westminster, né le 13 octobre 1453 à Westminster et mort le 4 mai 1471 à Tewkesbury, duc de Cornouailles et prince de Galles, est le fils unique d'Henri VI et de Marguerite d'Anjou. Il fut le seul prince de Galles à mourir sur un champ de bataille.

## Biographie

### Naissance
Édouard naît le 13 octobre 1453, huit ans après le mariage du roi Henri VI d'Angleterre et de Marguerite d'Anjou, fille du roi René Ier de Naples. L'absence de grossesse de Marguerite pendant huit ans laisse les partisans de Richard Plantagenêt, 3e duc d'York, penser que le véritable père du petit prince serait en fait Edmond Beaufort, 1er duc de Somerset, ou James Butler, 1er comte de Wiltshire, tous deux des favoris de la reine.
Au moment où Édouard naît, le règne d'Henri VI se révèle catastrophique. Ce dernier avait épousé Marguerite d'Anjou en 1445 dans l'espoir d'établir la paix entre l'Angleterre et la France. En 1453, les troupes de Charles VII de France écrasent celles d'Henri VI à la bataille de Castillon, mettant définitivement un terme à la guerre de Cent Ans. En apprenant cette défaite, Henri VI subit un choc mental le 10 août 1453. Il est victime d'hallucinations et ne répond plus. C’est dans ces conditions difficiles qu'Henri VI ne manifeste aucune réaction émotionnelle à la naissance de son fils et héritier. Le roi ne réagit pas lorsque le prince lui est officiellement présenté par le duc de Buckingham en janvier 1454.
Édouard est baptisé rapidement par William Waynflete : ses parrains sont le cardinal John Kemp et le duc de Somerset et sa marraine est la duchesse de Buckingham. Il est créé prince de Galles, duc de Cornouailles et comte de Chester le 15 mars 1454. Il est investi de ces titres au château de Windsor le 9 juin suivant.

### Début de la guerre des Deux-Roses

#### Les intrigues du duc d'York
Le cardinal John Kemp, Lord grand chancelier, meurt le 22 mars 1454, ce qui laisse vacant le poste de chef du Conseil royal. La reine Marguerite doit se résoudre à organiser un conseil de régence car Henri reste muet lorsqu'on lui demande de proposer un successeur à Kemp. Le duc de Somerset a déjà été neutralisé en décembre 1453 lorsqu'il a été emprisonné à la tour de Londres sur ordre du conseil. C'est dans ces conditions que le duc d'York, cousin du roi, revendique la régence : il l'obtient sans grande difficulté le 3 avril suivant jusqu'à ce que le roi recouvre sa santé ou que le prince Édouard atteigne sa majorité pour gouverner au nom de son père. La naissance d'Édouard met fin aux espoirs du duc de succéder à Henri VI. Ce dernier ne montre pour l'instant aucun désir pour le trône et dirige l'Angleterre pendant quelques mois avec efficacité et compétence. Henri VI retrouve ses sens à la Noël 1454. Il officialise sa reconnaissance d'Édouard lorsque la reine vient lui présenter le prince le 30 décembre 1454 : il aurait déclaré que son fils aurait été conçu par le Saint-Esprit afin de faire taire les rumeurs de son illégitimité.
Le duc d'York est écarté du conseil en février 1455 et doit céder sa place à son rival Somerset. Mécontent de cette situation, il rassemble ses partisans et prend en embuscade le convoi royal à St Albans le 22 mai 1455. L'escarmouche est relativement limitée en soi mais Somerset est tué et le roi est éraflé d'une flèche au cou. Henri VI retombe à nouveau dans un état de folie. York vient ainsi de déclencher le début d'une longue querelle dynastique entre ses partisans et ceux d'Henri VI connue sous le nom de guerre des Deux-Roses. Lorsque le Parlement est réuni en novembre 1455, York obtient d'être nommé une seconde fois Lord Protecteur du roi. La reine Marguerite devient désormais le centre de l'opposition au duc d'York. La famille royale quitte début 1456 Londres qui est acquise au clan d'York pour s'installer à Coventry.
En février 1456, Henri VI est suffisamment rétabli pour se présenter devant le Parlement et prononcer la fin du protectorat du duc d'York. Marguerite s'allie avec les fils des comtes lancastriens tombés à St Albans. Ces derniers lui prêtent serment de fidélité et s'engagent à défendre ses droits ainsi que ceux de son fils Édouard. En mars 1458, Henri VI tente de réconcilier les Yorkistes et les Lancastriens mais les tensions subsistent. En mai 1459, Marguerite convoque un grand conseil à Leicester. York et ses alliés, dont les comtes de Salisbury et de Warwick, refusent de se présenter car ils craignent d'être arrêtés sur ordre de la reine. Ils entrent de fait en rébellion mais sont contraints à l'exil après leur défaite à Ludford Bridge le 12 octobre 1459. Le 20 novembre 1459, les Yorkistes sont proclamés comme traîtres par le Parlement réuni à Coventry et sont déchus officiellement de leurs droits. Le 11 décembre, les Lancastriens présents jurent de garantir la succession du prince Édouard de Westminster. Pour le moment, le pays semble uni derrière son roi. Cette situation ne va pourtant pas durer longtemps.

#### L'Acte d'Accord
Les Yorkistes n'ont cependant pas perdu toutes leurs ressources. York, très populaire auprès de la noblesse irlandaise, est confirmé comme lieutenant d'Irlande par le Parlement irlandais. De leur côté, Salisbury et Warwick mènent depuis Calais plusieurs raids contre les troupes royales stationnées dans le Kent. Ils s'emparent de la flotte lancastrienne en construction à Sandwich. Warwick se rend en Irlande en mars 1460 pour conférer avec le duc d'York, puis rentre à Calais pour préparer ses prochains mouvements. Les Yorkistes débarquent à Sandwich le 26 juin 1460 et reçoivent peu après le soutien de l'archevêque Thomas Bourchier. Warwick, qui a rassemblé des soutiens, entre sans grandes difficultés dans Londres le 2 juillet. Le comte de Salisbury reste pour assiéger la Tour de Londres, tandis que Warwick poursuit sa route vers le nord, à la poursuite du roi en fuite. Henri VI a eu le temps d'envoyer en sûreté sa reine et son fils à Chester puis au pays de Galles auprès de son demi-frère Jasper Tudor : il les met en garde contre toute proposition de retour à Londres de la part des Yorkistes et leur demande de désobéir à tout ordre royal envoyé sauf s'il est accompagné d'un signe secret connu d'eux seuls.
Resté affronter Warwick, Henri VI est capturé à la bataille de Northampton le 10 juillet. Il est escorté prisonnier à Londres et passe l'été en captivité en attendant le retour d'Irlande du duc d'York. Ce dernier arrive finalement à Londres le 10 octobre 1460. Il se présente immédiatement devant le Parlement et revendique officiellement le trône mais sa demande est accueillie par un silence stupéfait. Dans les jours qui suivent, York produit des généalogies détaillées pour soutenir sa revendication en se fondant sur le fait qu'il descend de Lionel d'Anvers ; il rencontre un peu plus de compréhension. Le Parlement accepte d'étudier l'affaire et admet que la revendication d'York se montre mieux fondée, mais à quelques voix de majorité, il décide qu'Henri VI restera roi. Un compromis est élaboré le 25 octobre 1460 avec l'Acte d'Accord, qui reconnaît York comme successeur d'Henri, déshéritant Édouard de Westminster. York accepte ce compromis qui lui assure la succession au trône. De plus, il est à nouveau nommé Lord protecteur du royaume et reçoit les titres de prince de Galles, duc de Cornouailles et comte de Chester, détenus par Édouard. Ce dernier doit seulement à la mort de son père hériter du duché de Lancastre.
Marguerite refuse catégoriquement la décision du Parlement et s'enfuit en Écosse avec son fils. Elle obtient le soutien de la régente Marie d'Egmont. L'alliance des deux reines est scellée par les fiançailles d'Édouard avec la princesse Marguerite Stuart. En opposition à l'Acte d'Accord, des soulèvements lancastriens éclatent dans tout le pays. Jasper Tudor et Henri Holland rassemblent des troupes en Galles. Par ailleurs, le comte de Northumberland et le baron de Clifford ont rallié le nord de l'Angleterre. Les forces lancastriennes, au nombre d'environ 15 000 hommes, se rassemblent près de Kingston-upon-Hull et commencent à piller les terres proches appartenant au duc d'York et au comte de Salisbury. De son côté, le duc de Somerset part du château de Corfe avec un petit contingent composé essentiellement de cavaliers pour rejoindre le reste de l'armée lancastrienne. Confronté à ce défi à son autorité, York envoie son fils aîné Édouard au pays de Galles pour contenir Jasper Tudor et, laissant Warwick responsable de Londres et de la personne du roi Henri, se met en marche en personne vers le nord le 9 décembre, accompagné du comte de Salisbury. York a certainement sous-estimé le nombre de l'armée des Lancastre : le 30 décembre 1460, il est battu et tué à la bataille de Wakefield. Son allié Salisbury est capturé et exécuté le lendemain.
Ayant rassemblé des troupes écossaises et lancastriennes en janvier 1461, après avoir appris la mort de son ennemi, Marguerite se met en marche vers Londres afin de reprendre le contrôle de son mari. Elle est accompagnée de Northumberland, Somerset et Clifford. Leur puissante armée met en déroute celle de Warwick le 17 février à St Albans. À l'issue de la bataille, Henri VI est libéré.  Il est réuni avec son épouse et adoube son jeune fils. Ce dernier adoube en retour une trentaine de chevaliers lancastriens. Marguerite d'Anjou fait prononcer à Édouard la sentence de mort de Thomas Kyriell et William Bonville, les chevaliers yorkistes chargés de garder le roi pendant la bataille. Édouard ordonne qu'ils soient tous deux décapités, ce qui est immédiatement exécuté.
Bien que l'armée des Lancastre puisse désormais marcher librement sur Londres, la réputation de pillage qu'elle a acquise pousse les Londoniens à fermer les portes de la ville. L'armée des Lancastre se replie. Édouard d'York, qui a finalement rejoint Warwick, fait son entrée à Londres avec enthousiasme. Le 4 mars, il est proclamé roi à Londres sous le nom d'Édouard IV sous prétexte qu'Henri a perdu ses droits à la couronne en permettant à la reine de prendre les armes contre ceux que l'Acte d'Accord avait faits ses héritiers légitimes. Il est couronné en hâte et part quelques jours plus tard affronter l'armée des Lancastre. Le 29 mars, les deux armées se font face à Towton : les Lancastriens sont supérieurs en nombre mais la famille royale des Lancastre préfère ne pas assister au combat et se réfugie dans la ville d'York, laissant le commandement de leur armée au duc de Somerset. Par contraste, Édouard IV combat au milieu de ses hommes. Les Yorkistes finissent par submerger leurs adversaires qui sont massacrés lors de leur retraite. En apprenant ce désastre, Henri VI et sa famille s'enfuient en Écosse.

### Exil en Écosse et en France
Marguerite d'Anjou tient sa promesse faite à la régente Marie d'Egmont et Berwick-upon-Tweed est cédée à l'Écosse le 28 avril 1461. Après la bataille de Towton, les Lancastre tiennent également les châteaux d'Alnwick, Bamburgh et Dunstanburgh pour Henri VI. Pendant les trois ans qui suivent, ces trois châteaux du Northumberland changent régulièrement de mains. Édouard IV ne participe cependant pas aux combats et laisse agir son puissant allié Warwick. Hébergée à Édimbourg avec son fils, Marguerite s'embarque en avril 1462 pour la France où elle reçoit le soutien de son cousin Louis XI. En octobre 1462, elle reprend les châteaux du Northumberland mais Warwick parvient à négocier leur reddition en décembre. En mars 1463, le Northumberland rallie une nouvelle fois Henri VI. En juin de la même année, Henri VI, Marguerite, leur fils Édouard et Jacques III d'Écosse viennent assister au siège de Norham : l'assaut échoue grâce à l'intervention de Warwick. Une anecdote célèbre raconte qu'en juillet 1463, peu après avoir été vaincue par Édouard IV, la reine s'engage, accompagnée de son fils Édouard, dans une forêt où des brigands la dépouillent. Enivrés d'une telle capture, ils prennent querelle ensemble sur le partage du butin, et Marguerite saisit cette occasion pour s'échapper. Accablée de lassitude, elle s'enfonce dans le plus épais du bois, lorsqu'elle est à nouveau rencontrée par un voleur. Marguerite ranime son courage et présente au voleur son fils Édouard et d'un ton de dignité qui lui est naturel, lui dit : « Mon ami, sauve mon fils et ton roi. » À cette injonction, le voleur laisse tomber son épée, et offre à la reine et son fils tous les secours dont elle peut le croire capable. Ils sortent tous les trois de la forêt ; quelques seigneurs du parti des Lancastre les rencontrent heureusement sur leur chemin et tous ensemble fuient vers Carlisle.

De Carlisle, Marguerite et Édouard restent brièvement en Écosse, avant de repartir pour la France. Ils vivent ensuite dans les terres du roi René d'Anjou en Lorraine. Ils ne reverront jamais Henri VI. Entretemps, le duc de Somerset mène une campagne-éclair dans le Northumberland afin d'écraser les Yorkistes au printemps 1464. Il est défait à Hedgeley Moor et Hexham. Les châteaux du Northumberland capitulent définitivement à l'été 1464 devant l'arrivée de Warwick. Après la défaite d'Hexham, Henri vit incognito pendant près d'un an dans le Lancashire. Il est capturé en juillet 1465 et est emprisonné à la Tour de Londres par son rival Édouard IV, où il végète pendant cinq ans. Édouard IV fait preuve de bienveillance envers Henri VI. Il agit ainsi car le prince Édouard de Westminster est toujours en vie, hors de sa portée en France. Si Édouard IV avait fait tuer Henri VI, le prince aurait obtenu le soutien immédiat du roi Louis XI pour être restauré sur le trône et venger son père martyr. En 1467, l'ambassadeur milanais, qui séjourne à Paris, écrit à propos du prince Édouard : 

« Ce garçon, quoique âgé de treize ans seulement, ne parle déjà de rien d'autre que de couper des têtes et de faire la guerre, comme s'il avait toute chose entre les mains ou était le dieu des batailles. »

Marguerite d'Anjou n'a néanmoins pas perdu toutes ses ressources. Bien que le roi Louis XI ait initialement refusé de l'aider ouvertement, il change d'avis lorsqu'il apprend qu'Édouard IV favorise une alliance avec son rival le duc de Bourgogne Charles le Téméraire et projette une invasion de la France en mai 1468. Cette invasion se termine en fiasco car la Bourgogne renonce à envahir la France mais elle permet de faire comprendre à Louis XI qu'Édouard n'est pas disposé à suivre la politique de paix entre la France et l'Angleterre qu'il propose. Ainsi, Louis XI choisit le prince Édouard comme parrain de son fils Charles, né le 30 juin 1470 à Amboise. Le rejet de l'alliance française par Édouard IV lui aliène le soutien de son plus habile conseiller, le comte de Warwick, qui l'avait aidé lors de son avènement en 1461. Warwick se détourne peu à peu de son souverain et commence à comploter avec son frère Georges Plantagenêt, alors héritier du monarque qui est sans héritier. Alarmé par le projet de guerre contre la France, Warwick décide de prendre les devants et organise une rébellion contre le roi en juillet 1469. Édouard IV est capturé à la bataille d'Edgecote Moor. Mais le désordre général qui suit force Warwick à libérer Édouard IV. Libéré, ce dernier écrase une seconde révolte de Warwick en mars 1470. Georges et Warwick doivent alors s'enfuir en France.
Louis XI, déçu de l'hostilité d'Édouard IV, va développer tous ses talents diplomatiques pour négocier une réconciliation entre Warwick et Marguerite d'Anjou. C'est grâce à lui que Warwick et Marguerite se rencontrent en la cathédrale d'Angers : après que Warwick ait imploré son pardon, la reine accepte que Warwick envahisse l'Angleterre pour y restaurer Henri VI, toujours emprisonné à la Tour de Londres. En contrepartie, Warwick demande une aide militaire et financière à Louis XI, qui lui accorde sans hésiter. Trois jours plus tard, le prince Édouard est fiancé à Anne Neville, fille cadette de Warwick, pour sceller la nouvelle alliance. Marguerite refuse cependant de partir en Angleterre ou de laisser y aller son fils. Jasper Tudor les représentera pendant l'invasion auprès de Warwick et de Georges. Édouard IV est renversé en septembre 1470 et doit s'exiler en Flandre le 2 octobre 1470. Les années d’emprisonnement ont affaibli l’état d'Henri VI et Warwick dirige le pays en attendant le retour du prince Édouard, qui doit devenir régent pour son père. L'alliance entre Warwick et Marguerite est affaiblie dès le départ car la reine reste en France où elle fait procéder le 13 décembre 1470 au mariage de son fils avec Anne Neville. Des doutes demeurent quant à la consommation de ce mariage, la reine Marguerite d'Anjou aurait sans doute recherché une épouse de plus haut rang pour le prince Édouard une fois qu'il serait monté sur le trône.

### Retour en Angleterre et mort
Warwick est pressé d'imiter les actions de son allié Louis XI. Ce dernier entre en guerre contre Charles le Téméraire le 6 décembre 1470 et promet à Warwick des territoires en Flandre. En représailles, Charles finance secrètement le retour d'Édouard IV en Angleterre. Il lui fournit 36 navires pour reconquérir son royaume. Édouard IV débarque le 14 mars 1471 à Ravenspurn. Afin de tenir en respect ses adversaires et éviter une bataille tant qu'il n'a pas assez d'hommes sous ses ordres, Édouard fait même proclamer à son armée le lendemain de son arrivée en Angleterre : « King Henry ! Prince Edward ! ». Il se réconcilie avec son frère Georges et assiège Warwick à Coventry. Dans le même temps, Warwick envoie des messages à la reine Marguerite d'Anjou, la pressant de revenir en Angleterre. Édouard marche alors sur Londres qui est censée être défendue par le nouveau duc de Somerset. Mais lorsque celui-ci apprend l'arrivée imminente de Marguerite et du prince Édouard, il emmène ses troupes le 8 avril pour aller les accueillir. Édouard IV s'empare de Londres le 11 avril et emprisonne Henri VI à la Tour. Il défait trois jours plus tard Warwick et son armée à Barnet : Warwick est tué dans la retraite lancastrienne.

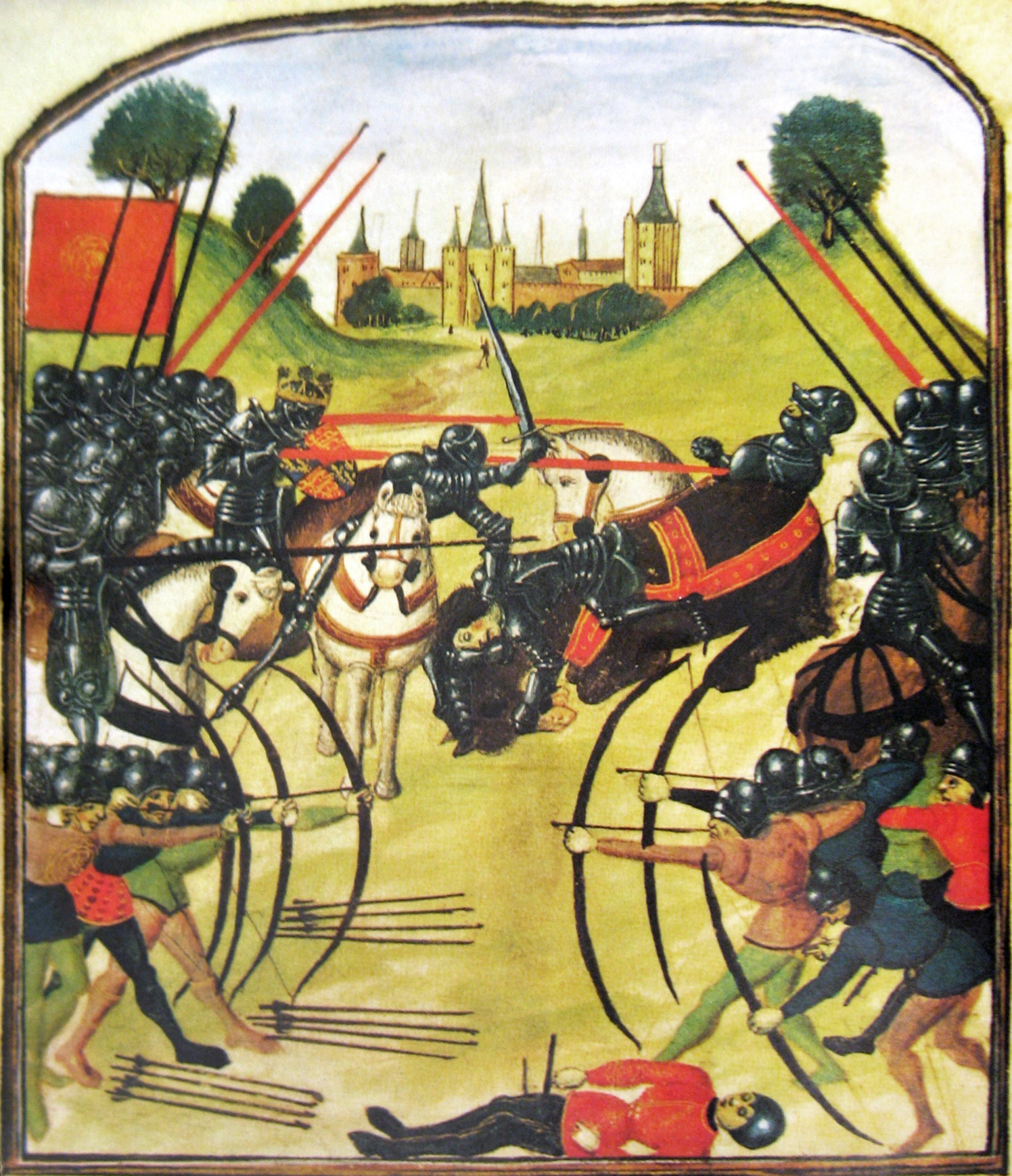
La bataille de Tewkesbury, lors de laquelle Marguerite d'Anjou est capturée et Édouard de Westminster tué.

Entretemps, Marguerite et Édouard embarquent pour l'Angleterre dès le 24 mars 1471. Mais, repoussés vers la France par des vents hostiles, ils ne peuvent finalement débarquer à Weymouth que le 14 avril, le même jour que la bataille de Barnet est livrée. Ils sont rejoints quelques jours plus tard par Somerset, qui leur annoncent la défaite lancastrienne et la mort de Warwick. Souhaitant brièvement rentrer en France, Marguerite est persuadée par son fils d'engager le combat avec Édouard IV. L'armée lancastrienne réalise quelques feintes, destinées à faire croire à Édouard IV qu'elle va marcher sur Londres. Marguerite veut en réalité rejoindre Jasper Tudor en Galles. Édouard rattrape l'armée lancastrienne, qui se voit refuser l'entrée de la ville de Gloucester le 3 mai. Édouard IV intercepte l'armée des Lancastre le lendemain et en triomphe à Tewkesbury.

#### La mort du prince Édouard
Il existe plusieurs théories sur la mort du prince Édouard lors de la bataille de Tewkesbury le 4 mai 1471. L'hypothèse la plus communément admise est qu'il fut tué lors de la déroute lancastrienne. Les chroniques yorkistes rapportent également cette version des faits.
Néanmoins, les écrits favorables aux Lancastriens de Polydore Virgile ou Édouard Hall affirment que le prince fut froidement assassiné après la bataille. L'historien américain Paul Murray Kendall, qui a écrit une biographie détaillée de Richard III, accepte la théorie selon laquelle le prince Édouard, blessé pendant la bataille, fut trouvé près d'un bosquet par des hommes du prince Georges Plantagenêt et immédiatement décapité, malgré les supplications adressées par Édouard à Georges.
Hall et Virgile croient pour leur part qu'Édouard fut capturé par le chevalier yorkiste Richard Croftes, qui désirait recevoir la récompense de 100 livres offerte par Édouard IV avant la bataille pour quiconque apporterait le prince mort ou vif. Amené dans la tente d'Édouard IV, le prince aurait été interrogé par le roi, qui lui aurait demandé pourquoi il avait levé une armée contre lui. Le prince Édouard aurait répondu fièrement : « Je suis venu recouvrer l'héritage paternel. » À ces mots, Édouard IV l'aurait giflé avec son gant et les Yorkistes présents (ses frères Georges Plantagenêt et Richard de Gloucester, son beau-fils Thomas Grey et son fidèle William Hastings) l'auraient tué de leurs épées. Le dramaturge William Shakespeare s'inspire de cette dernière version pour représenter la mort du prince Édouard dans son drame Henry VI, Partie 3. Dans la pièce suivante Richard III, le prince Georges est visité par le fantôme d'Édouard avant son propre assassinat et de même, avant la bataille de Bosworth, Richard de Gloucester (devenu entretemps le roi Richard III) est maudit par le prince qui encourage son adversaire, le comte de Richmond.

### Conséquences
Somerset est exécuté sur ordre d'Édouard IV après la bataille, ainsi qu'une dizaine de chefs lancastriens. Marguerite, anéantie par la nouvelle de la mort de son fils, se rend à Édouard IV le 7 mai. Il est probable qu'Henri VI ait été assassiné au retour d'Édouard IV à Londres le 21 mai 1471 afin d'éliminer toute résistance lancastrienne. Les chroniques yorkistes affirment qu'il est décédé de mélancolie après avoir appris la mort de son fils Édouard à Tewkesbury mais peu de personnes ont cru à cette explication et même certains yorkistes n'ont pas hésité à mettre en doute cette théorie. Les morts d'Henri VI et d'Édouard de Westminster aboutirent à l'extinction de la maison de Lancastre. Seul leur cousin Henri Tudor put se réfugier en Bretagne et finalement renverser la maison d'York en 1485.
Après la mort d'Édouard de Westminster, Anne Neville est confiée à la garde de Georges Plantagenêt. Elle parvient finalement à se remarier avec Richard de Gloucester, autre frère d'Édouard IV, en 1472, malgré l'opposition de Georges. En 1483, elle devient reine d'Angleterre lorsque son époux accède au trône sous le nom de Richard III.

## Épitaphe

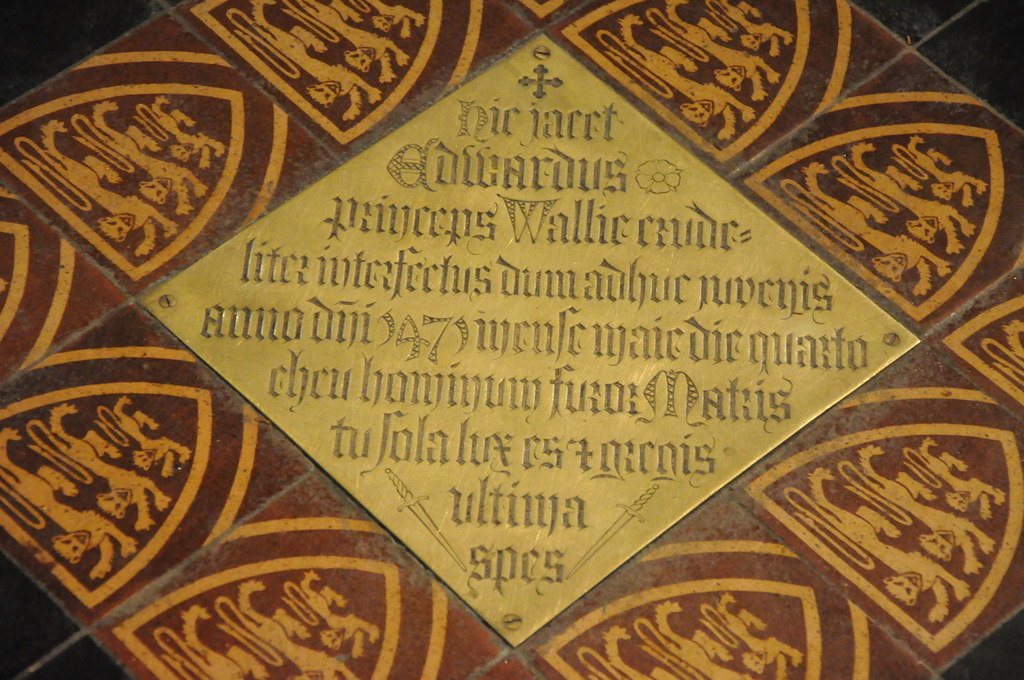
Lieu de sépulture du prince de Galles.

Édouard IV accorde sa permission pour que le prince Édouard ainsi que d'autres nobles lancastriens soient enterrés dans l'abbaye de Tewkesbury sans que leurs corps ne soient équarris en tant que traîtres comme c'était alors la coutume.
Le mémorial au prince Édouard dans l'abbaye est situé sur les dalles, juste devant le chœur. L'épitaphe est rédigée en latin.
Si l'on traduit cette épitaphe en français, cela donne :
« Ci-gît Édouard, prince de Galles,
cruellement tué alors qu'il n’était qu'un enfant.
An de Grâce 1471, le 4 de mai.
Maudite soit la barbarie des hommes.
Tu étais la seule lumière de ta mère,
et le dernier espoir de ta race. »